# Кіндельський
Кінде́льський (рос. Киндельский) — селище у складі Новосергієвського району Оренбурзької області, Росія.
Стара назва — Кінделінський.

## Населення
Населення — 43 особи (2010; 92 у 2002).
Національний склад (станом на 2002 рік):
- росіяни — 96 %